# Anne Kyllönen
Anne Maria Kyllönen (Kajaani, 30 de noviembre de 1987) es una deportista finlandesa que compitió en esquí de fondo.
Participó en los Juegos Olímpicos de Sochi 2014, obteniendo una medalla de plata en la prueba de relevo (junto con Aino-Kaisa Saarinen, Kerttu Niskanen y Krista Lähteenmäki).

## Palmarés internacional
| Juegos Olímpicos | Juegos Olímpicos | Juegos Olímpicos | Juegos Olímpicos |
| Año              | Lugar            | Medalla          | Prueba           |
| ---------------- | ---------------- | ---------------- | ---------------- |
| 2014             | Sochi ( Rusia)   | Medalla de plata | Relevo 4 × 5 km  |